# The Fourth Avenue Café
The Fourth Avenue Café è un brano musicale del gruppo musicale giapponese de L'Arc~en~Ciel, pubblicato come primo singolo il 30 agosto 2006. Il brano faceva parte dell'album True, pubblicato nove anni prima, ed infatti la pubblicazione del singolo era prevista per il 21 marzo 1997, ma fu cancellata per via dei problemi legali che il bassista del gruppo Sakura dovette affrontare. Alla fine il singolo è stato pubblicato nel 2006 ed ha raggiunto la quinta posizione della classifica Oricon dei singoli più venduti in Giappone, rimanendo in classifica per nove settimane e vendendo 49 916 copie.

## Tracce
CD Singolo KSCL-1027
1. the Fourth Avenue Café
2. D'ARK~EN~CIEL
  1. DARK SONG
  2. D·A·R·K~DARK IN MY LIFE~
  3. ACCIDENT
  4. INSANITY

Durata totale: 21:49

## Classifiche
| Classifica (2006) | Posizione più alta |
| ----------------- | ------------------ |
| Giappone (Oricon) | 5                  |